# Červený Kameň (hrad)
Červený Kameň (maďarsky Vöröskő vára) je slovenský hrad nad obcí Častá na jihovýchodním svahu Malých Karpat nedaleko od města Modry, asi osm kilometrů západně od Trnavy.

## Historie
Červený Kameň bývá řazen k malokarpatským hradům, které měly střežit zemskou hranici, ale brzy převládla funkce soukromého šlechtického sídla a správního centra panství. Podle kronikáře Přibíka Pulkavy jej před rokem 1240 založila královna Konstancie Uherská, vdova po Přemyslu Otakarovi I. Kronikář hrad označoval jménem Rotenstein. Podle jiných kronikářských záznamů byl hrad v letech 1271 a 1273 obsazen vojskem Přemysla Otakara II. První písemná zmínka o hradu pochází z roku 1296, kdy jej koupil Matúš Čák Trenčanský, po jehož smrti v roce 1321 opět připadl panovníkovi.
Během dalších dvou století se na hradě vystřídalo několik majitelů. Ve druhé polovině patnáctého století jimi byli hrabata ze Svätého Jura, která hrad přestavěla. V roce 1511 jej získal Jan Zápolský a po něm královna Marie Habsburská. Královna Červený Kameň přenechala rodu Thurzů, kteří ho roku 1536 prodali svým obchodním partnerům z rodu Fuggerů. Noví majitelé zamýšleli sídlo upravit na centrum svého podnikání v oblasti středního Slovenska. Pod jihozápadním křídlem proto vybudovali rozměrné sklepení, které mělo sloužit k uložení zásob mědi. Úpadek hornických aktivit po roce 1546 vedl ke značné redukci jejich původního záměru. Hlavním realizátorem přestavby byl Anton Fugger. Podle dochovaných účtů probíhala výstavba v letech 1536–1556 a postupně překryla starý hrad. Velká věž byla zbořena v roce 1541 a dvě menší obytné věže zanikly roku 1555.
Po smrti Antona Függera byl hrad využíván jen příležitostně. Mezi lety 1581–1588 hrad po částech kupoval Mikuláš Pálffy a celý jej získal až sňatkem s dcerou Antona Fuggera, Marií Magdalénou. Cena panství přesáhla sto tisíc zlatých a zahrnovala také Plavecký hrad s jeho příslušenstvím. Manželé z hradu učinili své hlavní sídlo.
Mikuláš Pálffy zahájil rozsáhlou přestavbu. Kompletně přebudoval první patro fuggerovského paláce a nechal vystavět zbylá tři křídla. Stavební práce probíhaly do roku 1590. V roce 1646 hrad vyhořel. Obnovu v barokním slohu řídil Mikulášův stejnojmenný vnuk. Součástí úprav byly nově zřízená osmiboká kaple, sala terrena s malbami Carpofora Tencally nebo bohatá štuková výzdoba interiérů. Ještě roku 1705 byl hrad neúspěšně obléhán povstaleckým vojskem Františka Rákócziho. Pálffyům hrad patřil do roku 1945. Objekt slouží jako muzeum nábytku.

## Stavební podoba
Původní hrad ze třináctého století měl pravidelnou dispozici s dvojicí nárožních věží. Třetí věží byl patrně donjon. Fuggerovská přestavba vycházela z teoretických konceptů Albrechta Dürera. Nová pevnost se čtveřicí rozměrných okrouhlých bateriových věží v nárožích prakticky beze zbytku setřela zástavbu staršího hradu. Přibližně lichoběžníková dispozice s rozměry 97–103 × 59–65 metrů vznikla tak, že zešikmené obvodové zdi byly vysunuty před původní hradby, a jsou proto založeny téměř na dně příkopu.
Přestože stavba probíhala v polovině šestnáctého století, byly ve sklepních prostorách vnitřního křídla použity gotické architektonické články, což svědčí o využití služeb místních kameníků. Dominantou nového sídla se stala čtveřice nárožních čtyřpodlažních bateriových věží. Podlaha prvního a druhého patra věží byla klenutá. Vyšší úroveň byla vybavena rozevírajícími se střílnami pro ruční palné zbraně (ručnice, hákovnice), první patro a spodní kasematy sloužily k umístění větších děl. Odvod kouře umožňovaly šikmé průduchy a zároveň byl přiváděn čerstvý vzduch z kasemat.

## Galerie

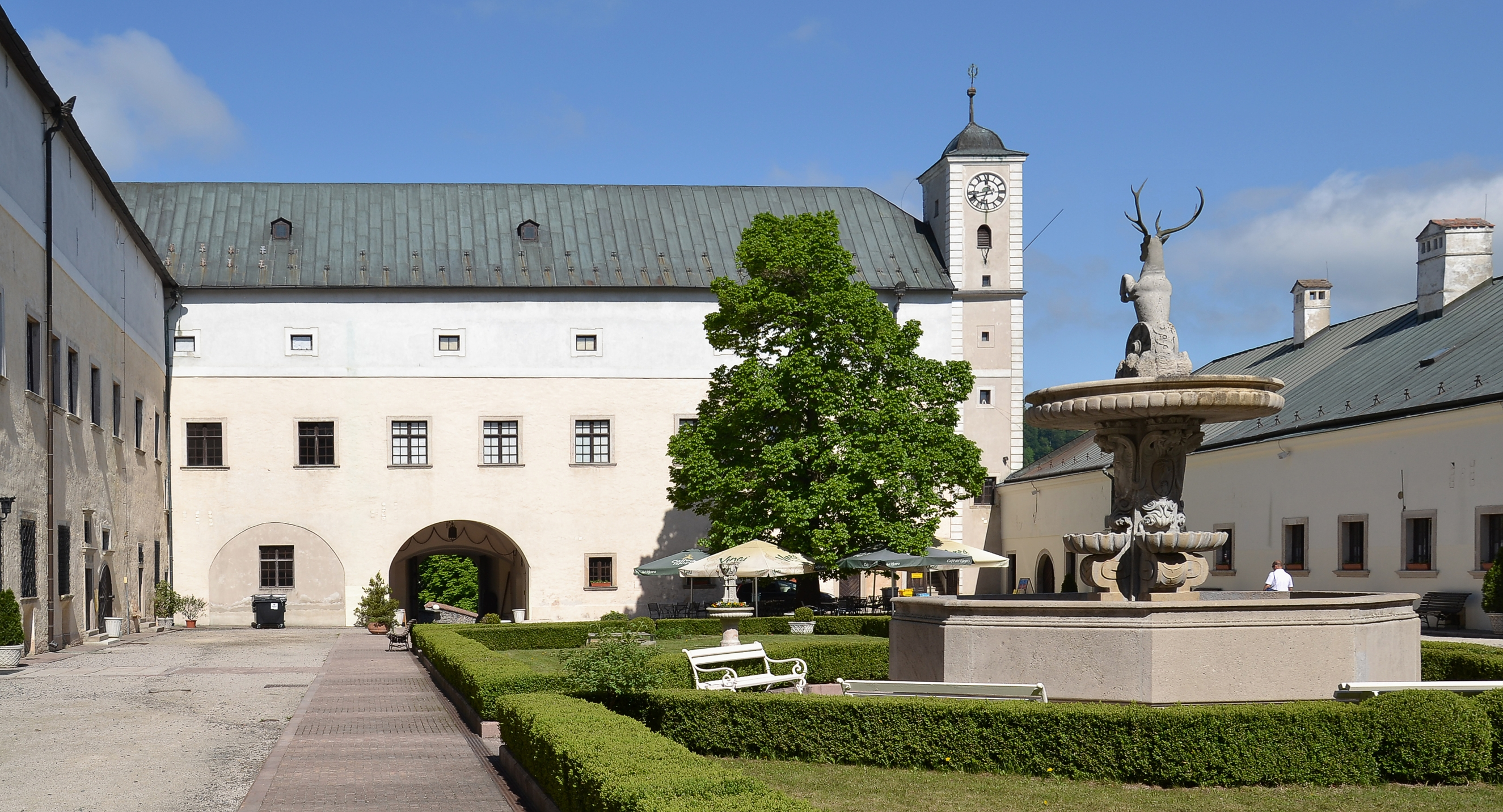
Nádvoří
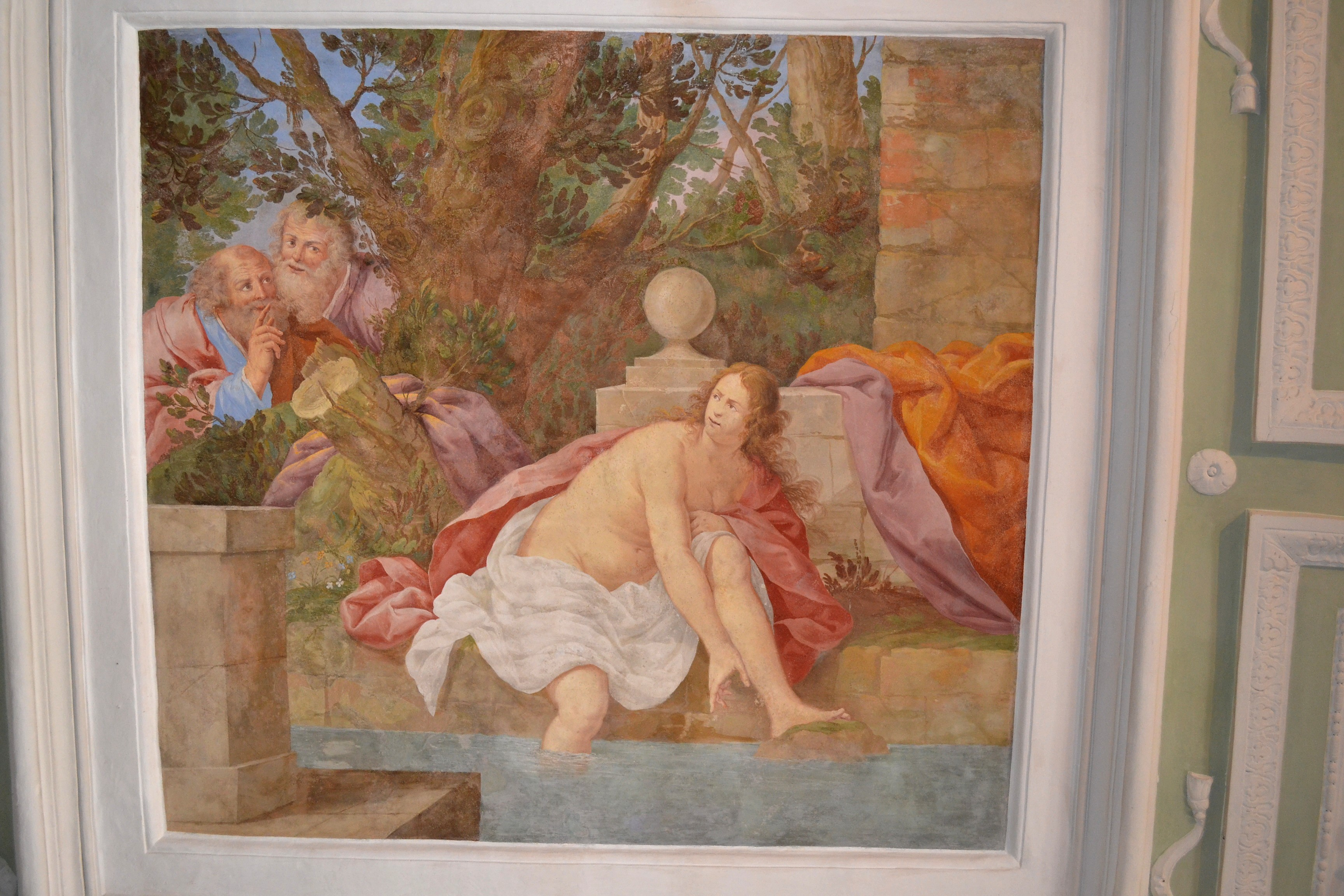
Zuzana v lázni (freska od Carpofora Tencally)
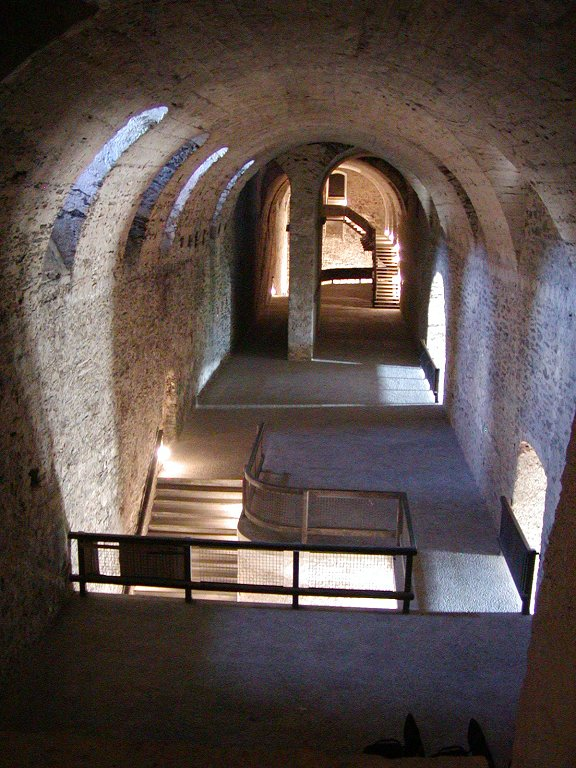
Sklepení
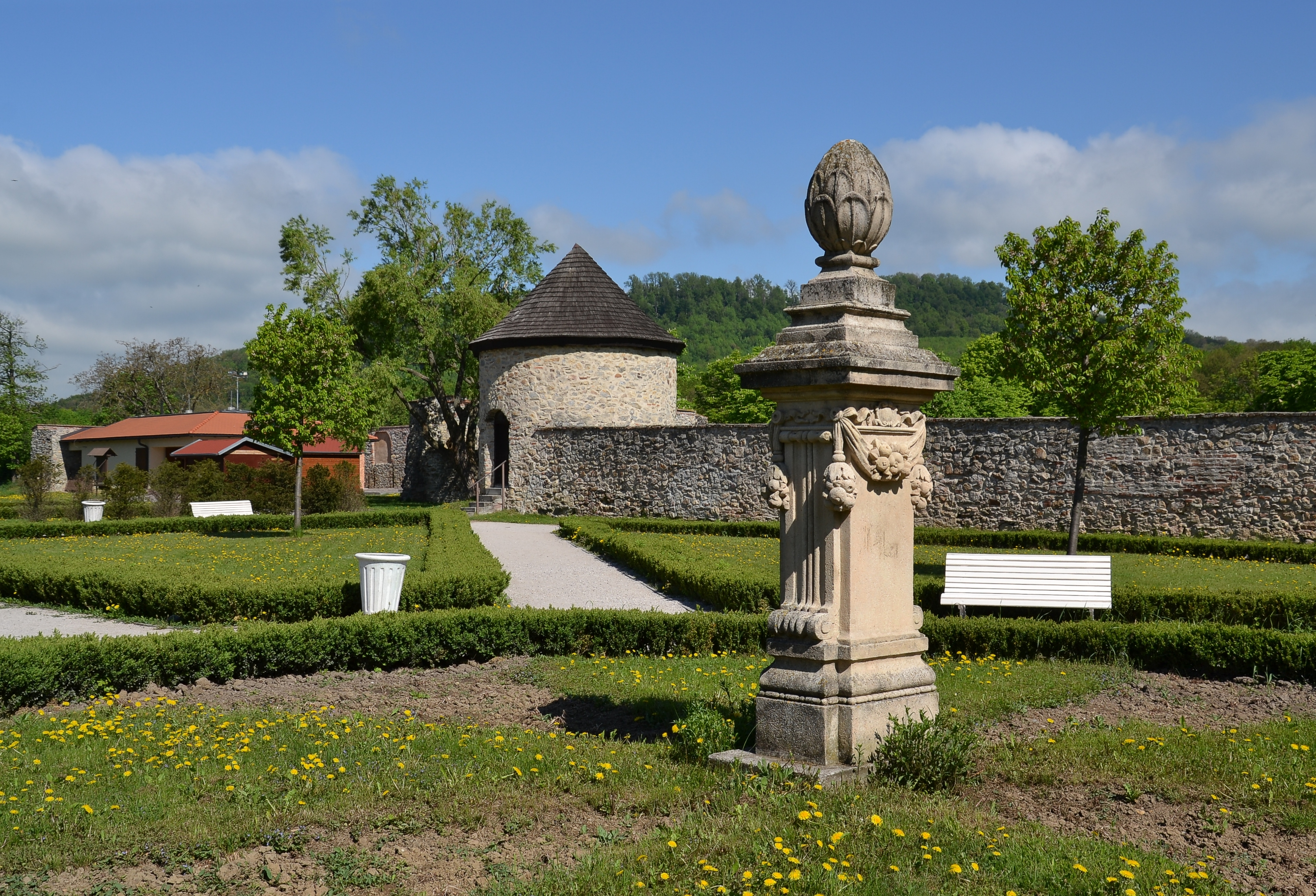
Zahrada